# Adenda

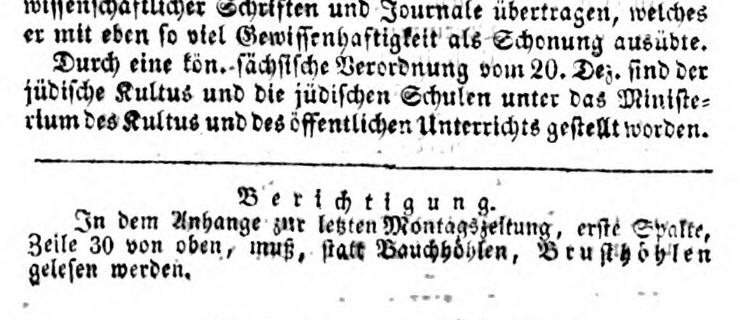
Erratas como adenda en el número del periódico Der Bote von Tyrol del 22 de enero de 1835.

Una adenda (del latín: addenda) es todo aquel añadido que se agrega a un escrito.
Si se quiere usar la forma latina se dirá addendum, para el singular; y addenda, para el plural.

## Contextos de uso
El término puede usarse en diferentes contextos, siempre en el caso de producciones escritas, por ejemplo en escritura contractual, manuales técnicos, textos legales, médicos, entre otros. En todos los casos, el objeto de la misma es ampliar la información anteriormente escrita. Por ejemplo, los apuntes que Javier ha añadido como addenda, no entran en examen, son añadidos ajenos al temario.

### En libros
En un libro, la adenda es una adición como suplementaria (algunas veces se puede referir al apéndice o en plural apéndices) que se añade al trabajo principal. Puede explicar las inconsistencias u otra manera de explicar la información expuesta en la obra principal, sobre todo si este tipo de problemas fueron encontrados siendo demasiado tarde para corregir la obra. Por ejemplo, la obra principal podría haber sido ya impresa y el coste por destruir y reimprimir el lote se considerara demasiado alto. Como tal, la adenda puede aparecer de muchas formas: una carta adicional que se incluye con el trabajo, archivos de texto digitales o cualquier otro soporte similar. Esto sirve para informar o alertar al lector de los errores presentes, como una errata.

### Escritura contractual
Esta expresión se utiliza en materia contractual, mediante la cual, las partes pueden modificar, ampliar, o definir los términos de las obligaciones contraídas, sin necesidad de suscribir un nuevo instrumento.
En otros documentos, los más importantes son los contratos legales, es un apéndice de un documento adicional no incluido en la parte principal del contrato que puede contener términos adicionales, especificaciones, normas, formularios estándar u otra información. Una adenda al contrato también puede ser llamado un apéndice, un anexo o un piloto.
La adenda se utiliza a menudo en los contratos de adhesión para hacer cambios o agregar detalles específicos como por ejemplo, una adición para cambiar la fecha o agregar detalles en cuanto a la entrega de bienes, fijación de precios, etc. En la adenda se hace referencia al contrato, en caso de no hacerse referencia al contrato en la adenda esta se realizará en el contrato haciendo este referencia a la adenda, para indicar que este está siendo modificado por la adenda.
Un aditamento es utilizado a menudo para agregar detalles específicos y especialmente condiciones más específicas de un modelo de contrato como el contrato de aseguramiento. El aditamento también puede ser añadido a una pieza de la legislación. Los horarios y exposiciones son subcategorías de las adendas, con horarios que se relacionan con la información numérica y el tiempo, tales como fijación de precios y horarios, y estas exposiciones son usadas a menudo en los documentos legales presentados ante un tribunal como parte de los procedimientos judiciales, tales como escritos de demanda.

### Manuales e instructivos
En muchas ocasiones, después de haberse publicado un manual de operaciones o un instructivo de enfoque técnico, es necesario aumentar el contenido o aclarar algún punto específico; en este caso, puede imprimirse un adenda para estos fines. También se usa como un término por algunas empresas para que en sus facturas se especifiquen algunas características propias.

### En acciones o juicios legales
Los jurados, por indagaciones o estudios, podrán ampliar o explicar una decisión emitiendo un comentario que se conoce como aditamento.

### En transcripciones médicas
La adenda es también usada si el médico necesita dictar información adicional sobre el paciente.